# Anton Johan Wrangel den yngre
Anton Johan Wrangel af Sauss, född 3 januari 1724 i Stockholm, död 23 april 1799 i  Karlskrona, var en svensk greve och generalamiral.

## Biografi
Wrangel blev underofficer vid amiralitetet 1740, löjtnant 1742 och kaptenlöjtnant 1748. År 1749 befordrades han till kapten och 1754 till kommendörkapten. Han var fullmäktig för amiralitetsstaten vid riksdagen 1765-1766 och blev generaladjutant 1765. 1766 utnämndes Wrangel till direktör för kadettkåren. År 1767 befordrades Wrangel till kommendör, 1769 till schoutbynacht och samma år till viceamiral.
1772 utsågs han till kommendant i Karlskrona, och 1773 befordrades han till amiral. 1776 blev han förste amiral, chef för amiralitetet i Karlskrona och överkommendant. Som ersättning för att han vid Henrik af Trolles död inte utsetts till generalamiral, blev han 1784 utsedd till generalamiral. Under slaget vid Hogland var Wrangel till namnet hertig Karls närmaste man, även om befälet formellt fördes av Otto Henrik Nordenskiöld. 1790-1792 var han befälhavare i Karlskrona och utnämndes 1794 till president i amiralitetsrätten och 1797 till ordförande i kommittén för örlogsflottans ärenden. Han var även en av rikets herrar och serafimerriddare.
Anton Johan Wrangel den yngre var son till Anton Johan Wrangel den äldre.

### Familj
Wrangel gifte sig 2 januari 1760 i Karlskrona med grevinnan Charlotta Regina Sparre af Söfdeborg (1737–1805), dotter till amiralen, presidenten greve Erik Arvid Sparre af Söfdeborg och friherrinnan Charlotta Eleonora Siöblad. De fick tillsammans barnen generalmajoren Fredrik Ulrik Wrangel (1760–1853), Beata Sofia Wrangel (1762–1840) som var gift med vice amiralen Carl Olof Cronstedt, överstelöjtnanten Anton Johan Wrangel (1764–1808) i amiralitetet och Charlotta Catharina Wrangel (1767–1848) som var gift med generalamiralen, en av rikets herrar greve Olof Rudolf Cederström.

## Bilder

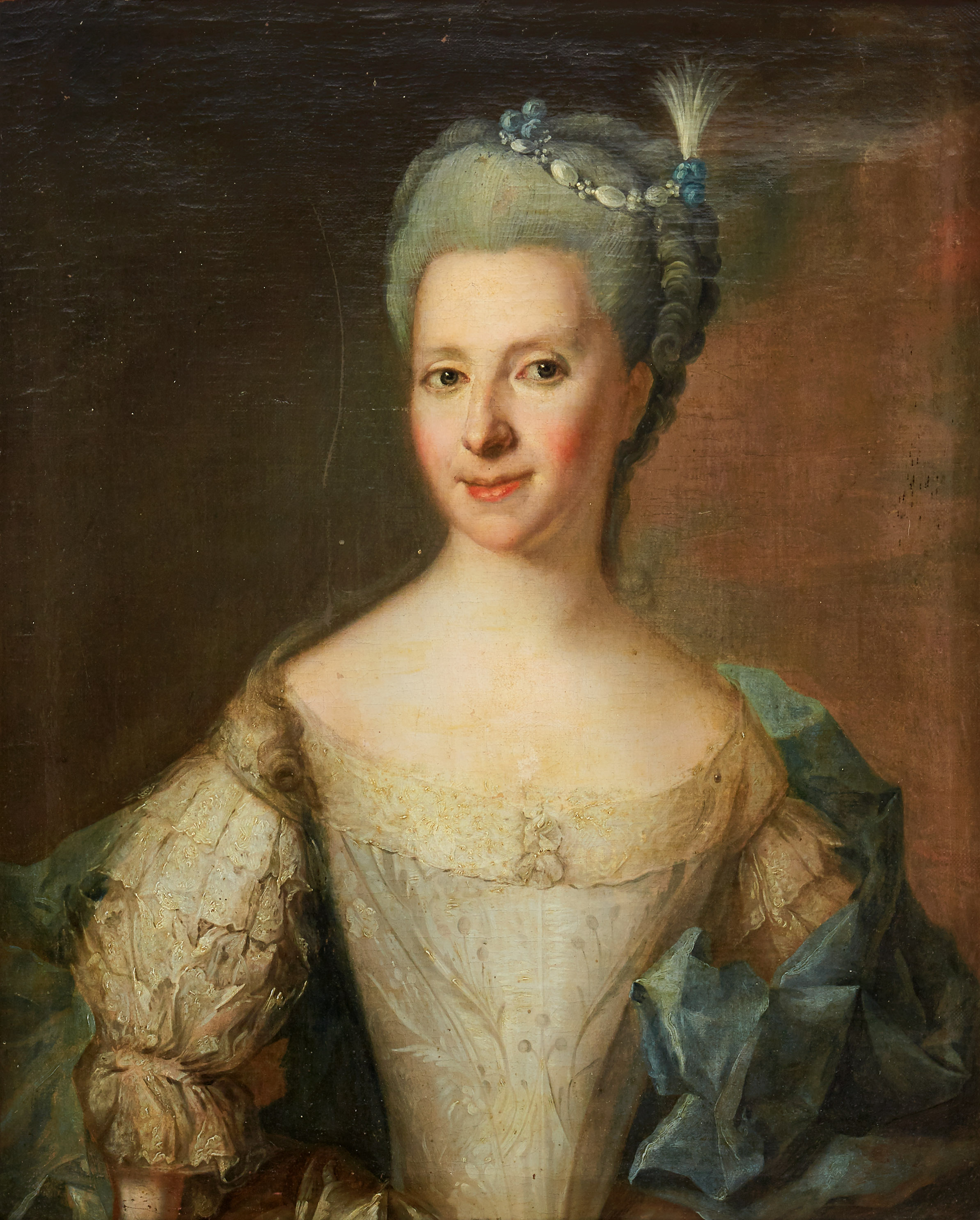
Charlotta Regina Wrangel, född Sparre af Söfdeborg, (1737-1805). Dotter till Erik Arvid Sparre och gift med Anton Johan Wrangel 1760.